# Medalla Conmemorativa del 100.º Aniversario de la Administración Estatal de Agricultura y Alimentación de Bielorrusia
La Medalla Conmemorativa del 100.º Aniversario de la Administración Estatal de Agricultura y Alimentación de Bielorrusia es una condecoración estatal de la República de Bielorrusia, establecida el 14 de febrero de 2019 por el Decreto del Presidente de la República de Bielorrusia n.º 65 «Sobre el establecimiento de la Medalla Conmemorativa del 100.º Aniversario de la Administración Estatal de Agricultura y Alimentación de Bielorrusia». Otorgada por el ministro de Agricultura y Alimentación o en su nombre por uno de sus adjuntos, la medalla se concede en honor a los trabajadores del sector agroindustrial. 

## Reglamento
La medalla se otorga a
- Empleados del Ministerio de Agricultura y Alimentación, comités de agricultura, economía y nutrición de los comités ejecutivos regionales, departamentos de agricultura y alimentación de los comités ejecutivos distritales, organizaciones incluidas en su sistema, otras organizaciones, que desarrollan actividades en los campos de la agricultura, la pesca, la piscicultura, la producción de productos alimenticios, así como en los campos del mejoramiento de semillas, pruebas de variedades, cuarentena y protección vegetal, preservación y mejora de la fertilidad del suelo, mejoramiento, medicina veterinaria, aseguramiento de la calidad de las materias primas y productos alimenticios, recuperación de tierras, mecanización y electrificación de la producción agrícola, por el desempeño ejemplar de las funciones oficiales, logrando altos resultados
- Veteranos laborales por su importante contribución al desarrollo del complejo agroindustrial
- Otras personas, incluidos extranjeros, por contribuciones significativas a la organización e interacción de organismos estatales y otras organizaciones en la solución de problemas de seguridad alimentaria de la República de Bielorrusia.

La insignia de la medalla se lleva en el lado izquierdo del pecho del uniforme o de la ropa civil y, en presencia de otras órdenes y medallas de Bielorrusia, se coloca justo después de la Medalla Conmemorativa del 100.º Aniversario del Servicio Diplomático de Bielorrusia.
La persona encargada de entregar la medalla es el ministro de Agricultura y Alimentación o en su nombre el viceministro o algunos de sus adjuntos, jefes de agencias y unidades de emergencias. Las personas galardonadas reciben un certificado en la forma establecida.
Esta medalla conmemorativa no se volverá a otorgar. No se emitirán duplicados de medallas ni certificados para reemplazar a los que se hayan perdido. Si se pierde la medalla, se permite llevar una barra de la muestra establecida.

## Descripción de la medalla
Es una medalla de metal dorado con forma circular de 33 mm de diámetro y con un borde elevado por ambos lados. Todos los elementos de la medalla están grabados.
En el anverso, en el centro de la medalla, hay una imagen de un engranaje con remaches y un borde. Dentro de los engranajes hay una imagen del Sol con rayos y un pan con un salero en el centro sobre una toalla con un adorno rojo nacional en los extremos. En la base del pan hay una cuerda retorcida a lo largo del diámetro. Encima del engranaje se puede observar un arco hecho de espigas de trigo, debajo del engranaje está la inscripción «AÑO 100» en dos líneas y finalmente y a lo largo de la circunferencia de la medalla se encuentra la inscripción «A LOS CUERPOS DE GESTIÓN ESTATAL DE AGRICULTURA Y ALIMENTACIÓN DE BIELORRUSIA».
En el reverso de la medalla, en el centro, está escrita en cuatro líneas la inscripción «Ministerio de Agricultura y Alimentación de la República de Bielorrusia» (en bielorruso, «Міністэрства сельскай гаспадаркі і харчавання Рэспублікі Беларусь»), debajo de la inscripción hay unas ramas de laurel.
La medalla está conectada con un ojal y un anillo a un bloque pentagonal plateado cubierto con una cinta muaré de seda verde de 25 mm de ancho con un borde rojo de 2 mm de ancho. En el centro de la cinta hay una franja roja de 9 mm de ancho con un borde blanco de 1 mm de ancho y un patrón de adorno típico bielorruso de color blanco. En la parte posterior del bloque hay un alfiler para fijar la medalla a la ropa.